# Сексуальне зловживання
Сексуальне зловживання (англ. sexual abuse) — небажана сексуальна поведінка людини чи групи людей щодо іншої людини в ситуації, коли та не усвідомлює того, що відбувається зловживання (наприклад, вуаєризм), перебуває в несвідомому стані, під впливом алкоголю або наркотику, або не здатна зрозуміти, що відбувається. Воно включає в себе різні види сексуального насилля та злочинів, такі як: недоречні дотики, домагання, природне чи неприродне проникнення, статеві акти без згоди, зґвалтування і спроби зґвалтування, інцест або розбещення, ексгібіціонізм і т. ін. Більшості випадків, злочинці й жертви знають один одного.
Сексуальне зловживання може бути здійснене за допомогою сили, обману, підкупу, шантажу, або будь-якого іншого засобу, який ставить одне з осіб у виграшне становище.
Злочинця називають сексуальним насильником або (часто пейоратив) розбещувачем. Використання дитини або інших осіб молодше віку згоди для сексуальної стимуляції, називають сексуальним насильством над дітьми або розбещенням.

## Жертви

### Члени подружжя
Подружнє сексуальне зловживання є однією з форм домашнього насильства. Коли насильство включає в себе загрози небажаного сексуального контакту або примус до сексу з боку чоловіка/дружини або колишнього супутника, воно може стати зґвалтуванням, залежно від юрисдикції, або може являти собою напад.

### Діти
Сексуальне зловживання над дітьми є формою насильством, в якому доросла людина чи підліток зловживає дитиною задля отримання сексуального задоволення. Воно включає в себе безпосередньо статеві контакти дорослого або літньої людини, непристойне оголення (геніталій, жіночих сосків і т. д.) дитини чи для дитини з метою задовольнити власні сексуальні бажання, залякування або входження в довіру з сексуальними намірами, прохання або примушення дитини до участі у сексуальній діяльності, показ порнографії або використання дитини для її виробництва.
Наслідками сексуального насильства над дітьми є сором і самозвинувачення, депресії, тривожності, посттравматичного стресового розладу, проблеми з самоповагою, сексуальна дисфункція, хронічний тазовий біль, наркоманія, самоушкодження, суїцидальні думки, межовий розлад особистості і схильність до повторної віктимізації в зрілому віці. Сексуальне насильство над дітьми є фактором ризику спроби самогубства. Крім того, деякі дослідження показали, що сексуальне насильство в дитинстві є фактором ризику для вчинення насильства з боку інтимного партнера у чоловіків. Велика частина шкоди, заподіяної потерпілим стає очевидним через роки після того, як зловживання відбулося. Що стосується наркоманії, дослідження Рігер та ін. має попередні висновки про те, що несприятливі життєві події підвищують потяг до наркотиків і демонструють зв'язок між підвищеною лімбічною реакцією на кокаїн.
Сексуальне насильство з боку члена сім'ї — форма інцесту, і результатом є більш серйозна і довготривала психологічна травма, особливо у разі батьківського інцесту.

## Інші тварини
Сексуальне зловживання виявлене й у тварин; наприклад, серед пінгвінів Аделі.

## Подальше читання
- Sorenson, Susan B. (1997). Violence and Sexual Abuse at Home: Current Issues in Spousal Battering and Child Maltreatment, New York: Haworth Press. ISBN 1-56024-681-2
- Leigh Ann Reynolds. «People with Mental Retardation & Sexual Abuse. The Arc Q & A», Arc National Headquarters, 1997
- Baladerian, N. (1991). «Sexual abuse of people with developmental disabilities». Sexuality and Disability. 9 (4): 323—335. doi:10.1007/BF01102020.
- Sobsey, D. (1994). Violence and Abuse in the Lives of People With Disabilities: The End of Silent Acceptance? Baltimore: Paul H. Brookes Publishing Co. ISBN 978-1-55766-148-7
- Sobsey D. and Varnhagen, C. (1989). «Sexual abuse and exploitation of people with disabilities: Toward Prevention and Treatment». In M. Csapo and L. Gougen (Eds) Special Education Across Canada (pp. 199–218). Vancouver Centre for Human Developmental Research
- Valenti-Hien, D. and Schwartz, L. (1995). «The sexual abuse interview for those with developmental disabilities». James Stanfield Company, Santa Barbara: California.
- Baur, Susan (1997), The Intimate Hour: Love and Sex in Psychotherapy. Boston: Houghton-Mifflin Co. viii, 309 p. ISBN 0-395-82284-X
- Walker, Evelyn, and Perry Deane Young (1986). A Killing Cure. New York: H. Holt and Co. xiv, 338 p. N.B.: Explanatory subtitle on book's dust cover: One Woman's True Account of Sexual and Drug Abuse and Near Death at the Hands of Her Psychiatrist. Without ISBN
- White-Davis, Donna (2009). Lovers in the Time of Plague.